# Ферми № 2 радгоспу «Водяновський»
Ферми № 2 радгоспу «Водяновський» (рос. фермы № 2 совхоза «Водяновский») — селище у Старополтавському районі Волгоградської області Російської Федерації.
Населення становить 95 осіб. Входить до складу муніципального утворення Верхнєводянське сільське поселення.

## Історія
Селище розташоване у межах українського історичного та культурного регіону Жовтий Клин.
Згідно із законом від 17 січня 2005 року № 991-ОД органом місцевого самоврядування є Верхнєводянське сільське поселення.

## Населення
| 2010 |
| ---- |
| 95   |